# 克羅恩山
70°27′S 64°57′E / 70.450°S 64.950°E
克羅恩山（英語：Crohn Massif）是南極洲的山峰，屬於查爾斯王子山脈中波爾托斯山脈的一部分，處於柯比山以西6公里，該山峰由澳大利亞的探險隊發現，以地質學家命名。